# Glottal

Glottale Artikulation

Sagittalebene der menschlichen Mundhöhle, Oropharynx und Laryngopharynx. Artikulationsorte (aktiv und passiv): 1 exolabial (äußerer Teil der Lippe), 2 endolabial (innerer Teil der Lippe), 3 dental (Zähne), 4 alveolar (vorderer Teil des Zahndamms), 5 postalveolar (hinterer Teil des Zahndamms und ein wenig dahinter), 6 präpalatal (vorderer Teil des harten Gaumens), 7 palatal (harter Gaumen), 8 velar (weicher Gaumen), 9 uvular (auch postvelar; Gaumenzäpfchen), 10 pharyngal (Rachen), 11 glottal (auch laryngal; Stimmbänder), 12 epiglottal (Kehldeckel), 13 radikal (Zungenwurzel), 14 posterodorsal (hinterer Teil der Zunge), 15 anterodorsal (vorderer Teil der Zunge), 16 laminal (Zungenblatt), 17 apikal (Zungenspitze), 18 sublaminal (auch subapical; Unterseite der Zunge)

Als Glottal oder Kehlkopflaut wird in der Phonetik eine Lautbildung bezeichnet, bei der die Stimmritze, auch Glottis genannt, als Artikulationsorgan dient.
Dabei wird zwischen ingressiven und egressiven glottalen Lautbildungen unterschieden.
So gebildete Laute werden als glottale Laute, Glottallaute, Glottale, laryngale Laute, Laryngallaute, Laryngale, deutsch als Kehlkopf- oder Stimmritzenlaute bezeichnet.

## Glottisschlag im Deutschen
Der Glottisschlag [⁠ʔ⁠] (englisch glottal stop), auch Knacklaut genannt, ist fester Bestandteil vieler Varietäten des Standarddeutschen. 
Der Laut ist ein gespannter, glottaler egressiver Verschlusslaut. Er entsteht bei Verschluss und plötzlicher Öffnung der Stimmlippen (siehe Kehlkopf).
Der deutsche Glottisschlag signalisiert Wort- und Silbengrenzen und wird auch fester Stimmeinsatz genannt. Ein Beispiel, um sich den Laut bewusst zu machen, ist das Wortpaar: verreisen [fɛɐ̯ˈʀaɪ̯zn̩] und vereisen [fɛɐ̯ˈʔaɪ̯zn̩]. Da jedoch sein Vorkommen da, wo er verwendet wird, aus der lautlichen Umgebung vorhersagbar ist, gilt er üblicherweise nicht als Phonem des Deutschen.

## Glottisschlag in anderen Sprachen
Unter den bekannten Sprachen kommt der Glottisschlag ebenso im Arabischen (siehe Hamza) und im Dänischen (Stød „Stoß“) ebenso wie in anderen skandinavischen Sprachen wie Schwedisch und Isländisch vor.
Der Laut ist auch fester Bestandteil vieler englischer Dialekte, wobei der Cockney-Dialekt besondere Erwähnung verdient.
Er setzt sich auch immer mehr allgemein bei gebildeten Sprechern in Großbritannien durch.

## Das „h“
Der Laut [⁠h⁠] wie in Haus ist ebenfalls ein Glottal.
Das Geräusch wird ebenfalls in der Stimmritze (Glottis) erzeugt, allerdings nicht als Verschluss wie [⁠ʔ⁠], sondern als Frikativlaut (Reibelaut/Engelaut). Er ist ein gespannter, glottaler, egressiver Engelaut, der auf Grund eines starken Luftdrucks auch im Vokaltrakt (Ansatzrohr), welches aus Rachen-, Nasen- und Mundhöhle besteht, mit erzeugt wird.
[⁠ɦ⁠] ist ein ungespannter, stimmhafter, glottaler, egressiver Engelaut. Er kommt z. B. im Finnischen, Niederländischen und Tschechischen vor.